# 李一 (夏王)
李一（716年—717年），唐玄宗李隆基第九子，母为武惠妃。
武惠妃得宠，李一生而美秀，玄宗钟爱无比，名之为一。开元五年（717年），李一薨逝夭折，年仅两岁，而未及周。封为夏悼王。当时唐玄宗在东都，葬在城南龙门东岑，欲在宫中举目而见。
《全唐文·卷二百五十六·大唐故悼王石塔铭》

唐开元五年岁在丁巳四月庚午朔二十一日庚寅，故悼王薨於上阳之中禁，年曰二岁，而未及周。呜呼哀哉！王即开元神武皇帝第九之爱子也，以某月二十七日景申，葬於万安山之东南岭。圹唯五尺，棺不三寸，垒石塔一丈於其上，不雕不砻，从省薄也。其铭曰：
南有万安兮北有洛城，城可望兮天之京，呜呼悼王宁不恋兮？呜呼悼王宁不见兮？倚素塔兮陵翠微，空不碍兮云则飞，呜呼悼王兮其何归？

## 延伸阅读
[在维基数据编辑]
 《舊唐書·卷107》，出自刘昫《舊唐書》
 《新唐書·卷082》，出自《新唐書》